# Hrabstwo Greenville
Hrabstwo Greenville – hrabstwo w stanie Karolina Południowa w USA. Według spisu z 2020 roku liczy 525,5 tys. mieszkańców i jest najbardziej zaludnionym hrabstwem w stanie. Jego siedzibą administracyjną jest Greenville.

## Geografia

### Miasta
- Fountain Inn
- Greenville
- Mauldin
- Travelers Rest
- Simpsonville

### CDP
- Berea
- City View
- Dunean
- Five Forks
- Gantt
- Golden Grove
- Judson
- Parker
- Sans Souci
- Slater-Marietta
- Tigerville
- Taylors
- Wade Hampton
- Ware Place
- Welcome

### Sąsiednie hrabstwa
- Hrabstwo Henderson (północ)
- Hrabstwo Polk (północny wschód)
- Hrabstwo Spartanburg (wschód)
- Hrabstwo Laurens (południowy wschód)
- Hrabstwo Abbeville (południe)
- Hrabstwo Anderson (południowy zachód)
- Hrabstwo Pickens (zachód)
- Hrabstwo Transylvania (północny zachód)

## Religia
W 2010 roku ponad połowa populacji hrabstwa jest członkami kościołów protestanckich, zwłaszcza ewangelikalnych, a wśród nich przeważają: baptyści (24%), zielonoświątkowcy (8,4%), bezdenominacyjni (7,7%) i metodyści (5,4%). 
Wyznawcy innych religii, to głównie: katolicy (5,6%), mormoni (0,77%), prawosławni (0,43%), świadkowie Jehowy (6 zborów), żydzi (0,18%), muzułmanie (0,14%), unitarianie uniwersaliści (0,1%) i bahaiści (0,06%).